# اچ‌دی ۲۱۲۳۰۱
اچ‌دی ۲۱۲۳۰۱ یک ستاره است که در صورت فلکی هشتک قرار دارد.